# Catedral de Nuestra Señora de la Salvación (Quelimane)
La Catedral de Nuestra Señora de la Salvación (en portugués: Catedral de Nossa Senhora do Livramento) es un edificio religioso de la Iglesia católica que se encuentra ubicado en Quelimane, una localidad del país africano de Mozambique y que funciona como la catedral de la diócesis de Quelimane.
La construcción de la nueva catedral, diseñada por Megre Pires, comenzó en 1962 y terminó en 1977. El proyecto propone una estructura que representa dos manos levantadas enoración a través de la torre del campanario y el edificio principal. La nave central y los dos laterales forman una planta de cruz. No obedece a un código de la historia arquitectónica de la arquitectura religiosa, pero el edificio sigue mostrando la ambición del centro urbano de la viejas catedrales occidentales ç, por su monumentalidad . 